# بی‌جان ۶۱۱۶
سیارک ۶۱۱۶ (به انگلیسی: 6116 Still، نامگذاری:1984UB3) شش هزار و صد و شانزدهمین سیارک کشف شده‌است که در ۲۶ اکتبر ۱۹۸۴ کشف شد.
قدر مطلق سیارک برابر ۱۲٫۸۰ است.